# Platypternodes brevipes
Platypternodes brevipes är en insektsart som först beskrevs av Carl Stål 1876.  Platypternodes brevipes ingår i släktet Platypternodes och familjen gräshoppor. Inga underarter finns listade i Catalogue of Life.